# شانتونجوصور

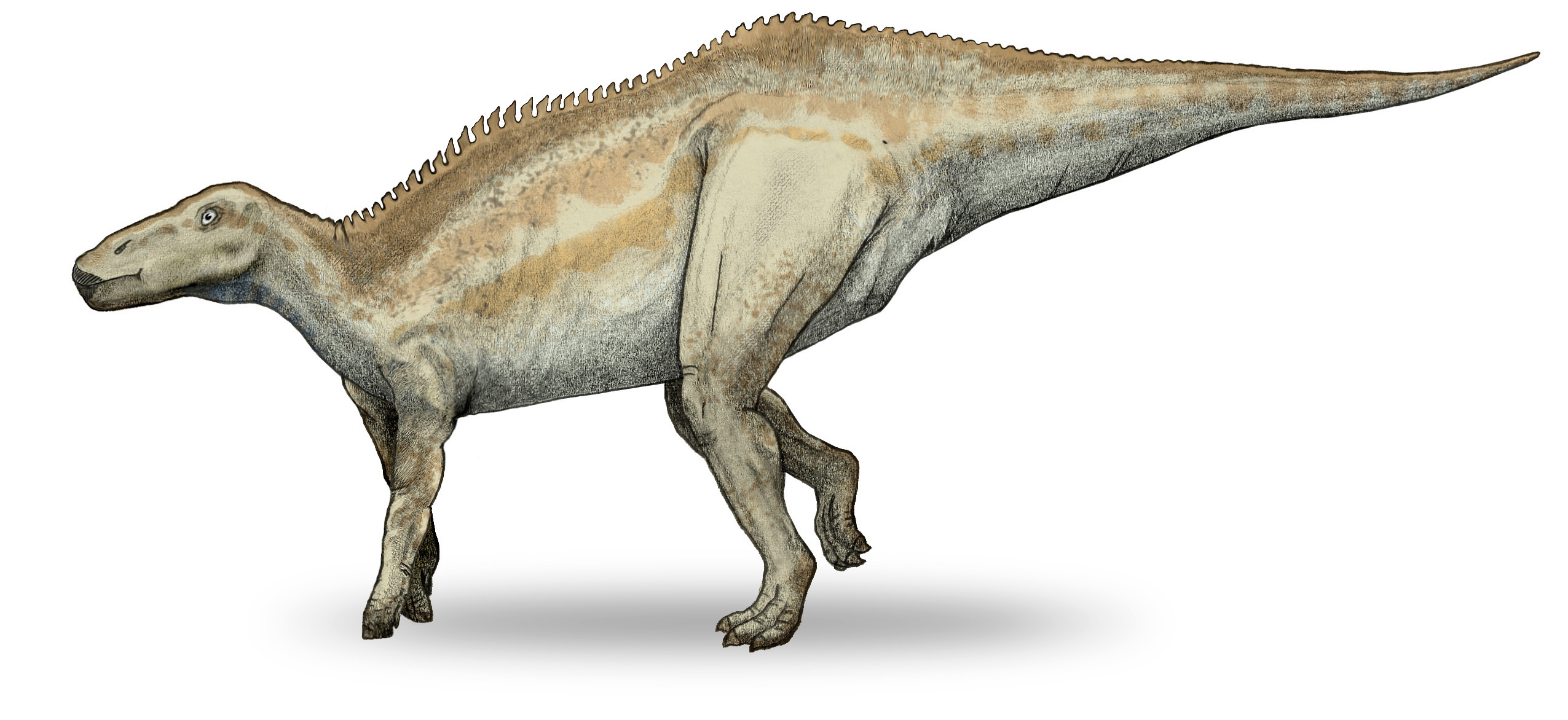
اعادة انشاء

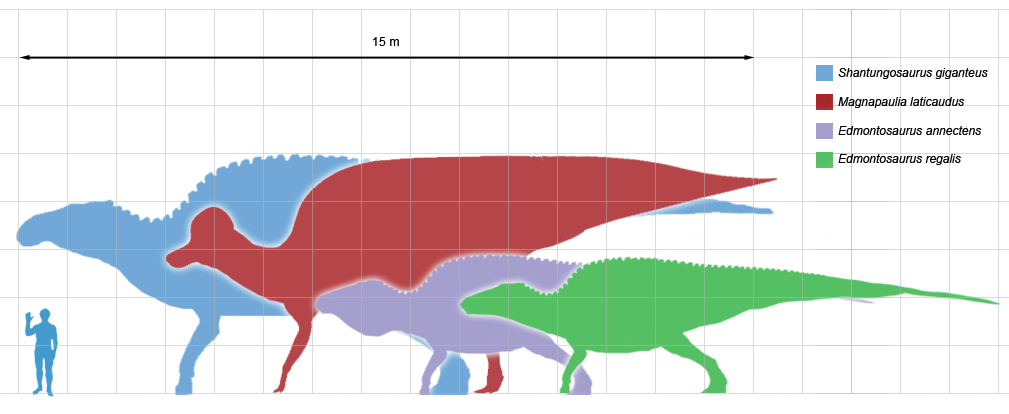
الشانتونجوصورس (الأزرق) في مقارنة مع الأورنيثوبودات العملاقة الأخرى والإنسان

الشانتونجوصورس (Shantungosaurus) يعني «سحلية شاندونج» هو جنس من ديناصورات الهادروصوريات عثر عليه في مجموعة وانجشي الطباشيري المتأخر في شبه جزيرة شاندونج في الصين، الفاصل الطبقي للشانتونجوصورس يمتد من الجزء العلوي من تكوين Xingezhuang إلى منتصف تكوين Hongtuya، الشانتونجوصورس هو أكبر أصناف الهادروصوريات في العالم حتى الآن، أكبر طول لعظم الفخذ حوالي 1.7 متر وأكبر طول لعظم العضد حوالي 0.97 متر.

## وصلات خارجية
- Shantungosaurus at DinoData